# Полосин, Евгений Максимович
Евгений Максимович Поло́син  (бел. Яўген Максімавіч Палосін; 1912—1982) — белорусский, советский актёр театра и кино. Народный артист СССР (1969).

## Биография
Евгений Полосин родился 24 декабря 1911 (6 января 1912) года в деревне Урывки (ныне Елецкий район Липецкой области, Россия).
Сценическую деятельность начал на сцене Тульского ТРАМа (Алёшка в спектакле «Дружная горка», композиторы В. Дешевов и Н. Двориков), затем Тульского театра юного зрителя.
В 1934—1939 годах учился в Москве, в Государственном институте театрального искусства им. А. Луначарского (курс Л. М. Леонидова).
С 1939 года — актёр Гомельского драматического русского театра, который был создан на основе актёрского курса народного артиста СССР Л. М. Леонидова (ГИТИС). В период войны 1941—1945 годов — артист 1-й фронтовой концертной белорусской бригады по обслуживанию действующей армии. В 1945—1948 годах — актёр Могилёвского драматического театра, куда была переведена труппа Гомельского театра.
С 1949 по 1976 год — актёр Государственного русского драматического театра Белорусской ССР (ныне Национальный академический драматический театр им. М. Горького) (Минск).
Член ВКП(б) с 1939 года.
Евгений Полосин умер 25 мая 1982 года (по другим источникам — в 1981 году). Похоронен на Ново-Волковском кладбище Ленинграда.

## Награды и звания
- Народный артист Белорусской ССР (1956)
- Народный артист СССР (1969)
- Орден Трудового Красного Знамени (1971)
- Орден Красной Звезды (1944)
- Орден «Знак Почёта» (25.02.1955)
- 1 орден
- Медаль «За оборону Москвы»
- медали

## Творчество

### Роли в театре

#### Гомельский драматический русский театр
- «Кто смеётся последним» К. Крапивы — Ничипор
- «Ревизор» Н. Гоголя — Ляпкин-Тяпкин
- «Поздняя любовь» А. Островского — Дормидонт
- «Старые друзья» Л. Малюгина — Семен Горин
- «Так и будет» К. Симонова — Ваня

#### Государственный русский драматический театр Белорусской ССР
- «Константин Заслонов» А. Мовзона — Кропля
- «Варвары» М. Горького — Гриша
- «Брестская крепость» К. Губаревича — Кукушкин
- «Порт-Артур» А. Степанова и И. Попова — Блохин
- «Власть тьмы» Л. Толстого — Аким
- «Главная ставка» К. Губаревича — Кныш
- «Дядя Ваня» А. Чехова — Вафля
- «Дали неоглядные» Н. Вирты — Стрешнев
- «Машенька» А. Афиногенова — 0каемов
- «Поднятая целина» по М. Шолохову — Щукарь
- «Женитьба Бальзаминова» А. Островского — Бальзаминов
- «Враги» М. Горького — Печенегов
- «Мещане» М. Горького — Перчихин
- «Что посеешь, то и пожнешь» А. Полесского — Прокоп Корж
- «На бойком месте» А. Островского — Непутевый
- «Бешеные деньги» А. Островского — Кучумов.

### Фильмография
- 1955 — Нестерка — Матей
- 1956 — Миколка-паровоз — партизан
- 1959 — Любовью надо дорожить — Егор Якимчук
- 1959 — Девочка ищет отца — староста
- 1963 — Не плачь, Алёнка (короткометражный)
- 1966 — Саша-Сашенька — эпизод
- 1967 — Анютина дорога — Жулега